# Tartaruga-verde
A tartaruga-verde, tartaruga-aruanã ou só aruanã (nome científico: Chelonia mydas) é uma tartaruga marinha da família dos queloniídeos (Cheloniidae). É o único membro do género Chelonia. A espécie está distribuída por todos os oceanos, nas zonas de águas tropicais e subtropicais e de qualquer altitude do mundo, sendo habitualmente encontradas em águas costeiras, ilhas ou baías, e raramente encontradas em alto-mar, com duas populações distintas no Oceano Atlântico e no Oceano Pacífico. O nome tartaruga-verde deve-se à coloração esverdeada da sua gordura corporal.
A tartaruga-verde é uma tartaruga marinha com um corpo achatado coberto por uma grande carapaça que possui quatro pares de placas laterais de queratina de coloração verde ou verde-acinzentadas; marrom com manchas negras e amareladas quando juvenis, bem como dois grandes pares de nadadeiras. Além disso, sua carapaça pode variar os tons em oliva-marrom e preto, no Pacífico Oriental. Ao contrário de outros membros de sua família, como a tartaruga-de-pente (Eretmochelys imbricata) e a tartaruga-comum (Caretta caretta), a tartaruga-verde é principalmente herbívora após adentrar sua fase adulta, enquanto filhote é predominantemente onívora com tendências carnívoras. Os adultos geralmente habitam lagoas rasas, alimentando-se principalmente de diversas espécies de ervas marinhas.
Como outras tartarugas marinhas, migram longas distâncias entre as áreas de alimentação e as suas praias de incubação. Muitas ilhas em todo o mundo são conhecidas como ilhas das Tartarugas por causa da nidificação das tartarugas-verdes em suas praias. As tartarugas fêmeas saem às praias e põem ovos em ninhos que escavam durante a noite. Mais tarde, filhotes emergem em direção à água. Aqueles que sobrevivem alcançam a maturidade sexual ao fim de vinte a cinquenta anos e vivem até 80 anos em liberdade.
Como uma espécie classificada como espécie ameaçada pela União Internacional para a Conservação da Natureza (UICN / IUCN) e Convenção sobre o Comércio Internacional das Espécies Silvestres Ameaçadas de Extinção (CITES), a tartaruga-verde é protegida contra a exploração, na maioria dos países. É ilegal a coleta, dano ou matá-las. Além disso, muitos países têm leis e decretos para proteger suas áreas de nidificação. No entanto, as populações de tartarugas ainda estão em perigo por causa de diversas práticas humanas. Em alguns países, as tartarugas e seus ovos são caçados para alimento. Poluição indireta prejudica as tartarugas, tanto na população quanto à dimensão individual. Muitas tartarugas morrem em consequência de terminarem nas redes de pescadores. Finalmente, a destruição de habitat é uma grande fonte de perda de praias de nidificação.

## Taxonomia
A tartaruga-verde é um membro da tribo dos queloníneos (Chelonini). Um estudo de 1993 esclareceu a situação do gênero Chelonia em relação às outras tartarugas marinhas. Os grupos carnívoros tartaruga-de-pente (Eretmochelys), tartaruga-comum (Caretta) e Lepidochelys foram atribuídos à tribo dos caretinos (Carettini). O herbívoro Chelonia garantiu sua posição como gênero, enquanto Natator foi removido de outros gêneros do que se acreditava anteriormente.
A espécie foi originalmente descrita por Carlos Lineu em 1758 na 10.ª edição do Systema Naturae como Testudo mydas. Em 1868, Marie Firmin Bocourt nomeou uma espécie particular de tartaruga marinha como Chelonia agassizii em homenagem ao zoólogo suíço-americano Louis Agassiz. Esta "espécie" foi referida como "tartaruga-do-mar-negro". Pesquisas posteriores determinaram que a "tartaruga-do-mar-megro-negra" de Bocourt não era geneticamente distinta da tartaruga-verde e, taxonomicamente não configurada uma espécie separada. Essas duas "espécies" foram então unidas como Chelonia mydas e as populações receberam o estatuto de subespécie: C. mydas mydas se referia à população originalmente descrita, enquanto C. mydas agassizi se referia apenas à população do Pacífico, conhecida como tartaruga-verde-de-galápagos. Esta subdivisão foi posteriormente determinada como inválida e todos os membros da espécie foram então designados Chelonia mydas.
O nome comum da espécie não deriva de nenhuma coloração externa verde específica. Seu nome vem da cor esverdeada da gordura encontrada em uma camada entre seus órgãos internos e sua carapaça. Como é uma espécie encontrada em todo o mundo, a tartaruga-verde tem muitos nomes locais. Na língua havaiana é chamada de honu, e é conhecido localmente como símbolo de boa sorte e longevidade. No Brasil, seu outro nome vernacular, aruanã, originou-se no tupi *arua'na, que designa um tipo de peixe. Foi registrado a primeira vez em 1887 e tem como parônimo aruaná, já registrado em 1631 como aruana e então 1886 como aruaná.

## Descrição

Padrão de placas da carapaça e do plastrão

Sua aparência é a de uma típica Tartaruga-marinha. Tem um corpo achatado dorsoventralmente, uma cabeça pequena, com um único par de escamas pré-frontais e uma mandíbula serrilhada que facilita a alimentação de gramíneas na extremidade de um pescoço curto e braços em forma de remos bem adaptados à natação. Adultos crescem até 1,5 metro de comprimento. O peso médio de indivíduos maduros é de 68 a 190 quilos e o comprimento médio da carapaça é de 78 a 112 centímetros. Espécimes excepcionais podem pesar 315 quilos ou até mais, com o maior conhecido pesando 395 quilos e medido 153 centímetros de comprimento de carapaça.
Ao contrário de seu parente próximo, a tartaruga-de-pente, o focinho da tartaruga-verde é curto, com um bico sem gancho. O pescoço não pode ser puxado para dentro da carapaça. A mandíbula superior da tartaruga possui uma borda denticulada, enquanto a mandíbula inferior possui uma denticulação mais forte, serrilhada e mais definida. A superfície dorsal da cabeça da tartaruga tem um único par de escamas pré-frontais. Sua carapaça é composta por cinco escudos centrais, com quatro pares de escudos laterais. Por baixo, a tartaruga-verde tem quatro pares de escudos inframarginais cobrindo a área entre o plastrão e o casco. Os apêndices frontais maduros têm apenas uma única garra (em oposição às duas da tartaruga-de-pente), embora uma segunda garra às vezes seja proeminente em espécimes jovens.
A carapaça da tartaruga tem vários padrões de cores que mudam com o tempo. Filhotes, como os de outras tartarugas marinhas, têm principalmente carapaças pretas e plastrões de cor clara. As carapaças dos juvenis se tornam marrom-escuras a verde-oliva, enquanto as dos adultos maduros são inteiramente marrons com raios variegados. Por baixo, o plastrão é amarelo. As patas são de cor escura com linhas amarelas, e geralmente são marcadas com uma grande mancha marrom escura no centro de cada apêndice.

## Distribuição

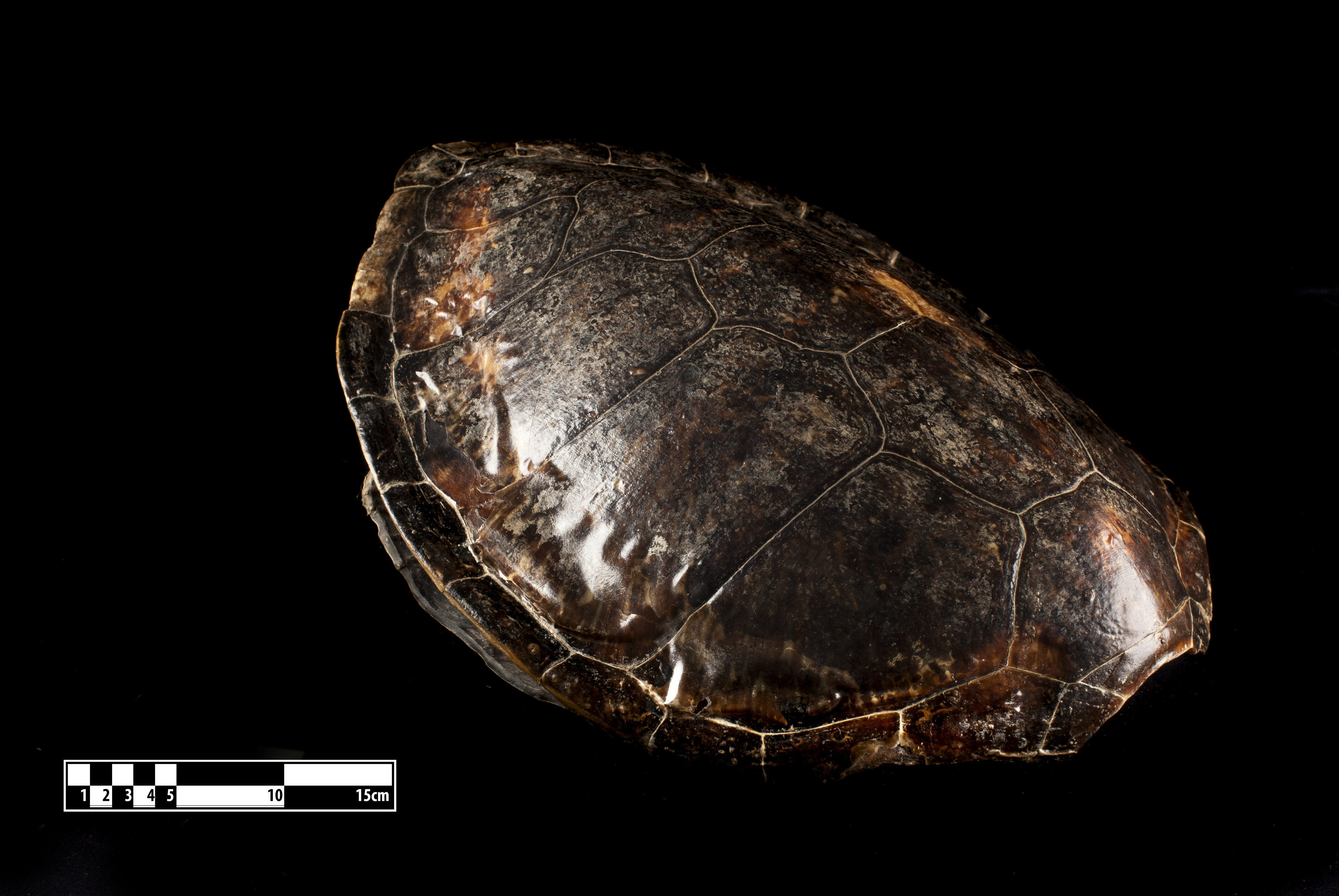
Carapaça taxidermizada

A distribuição natural da tartaruga-verde se estende por todos os oceanos tropicais e subtropicais do planeta. As duas principais subpopulações são as subpopulações do Atlântico e do Pacífico oriental. Cada população é geneticamente distinta, com seu próprio conjunto de áreas de nidificação e alimentação dentro do alcance conhecido da população. Uma das diferenças genéticas entre as duas subpopulações é o DNA mitocondrial encontrado nas células. Indivíduos de colônias no Oceano Atlântico e no Mar Mediterrâneo têm semelhanças no DNA mitocondrial, enquanto indivíduos dos oceanos Pacífico e Índico têm outro tipo de DNA mitocondrial. Sua faixa nativa inclui águas tropicais a subtropicais ao longo das costas continentais e ilhas entre 30°N e 30°S. Como as tartarugas-verdes são uma espécie migratória, sua distribuição se estende ao oceano aberto. As diferenças no DNA mitocondrial provavelmente decorrem das populações isoladas umas das outras pelas pontas sul da América do Sul e da África, sem águas quentes às tartarugas-verdes migrarem. Estima-se que a tartaruga-verde habite áreas costeiras de mais de 140 países, com locais de nidificação em mais de 80 países em todo o mundo ao longo do ano. Na costa atlântica dos Estados Unidos, podem ser encontradas do Texas e do norte até Massachussetes. Na costa do Pacífico dos Estados Unidos, foram encontradas do sul da Califórnia ao norte até a ponta mais ao sul do Alasca. As maiores populações de tartarugas-verdes no litoral dos Estados Unidos estão nas ilhas havaianas e na Flórida. Globalmente, as maiores populações estão na Grande Barreira de Coral na Austrália e no Mar do Caribe.

### Subpopulação atlântica

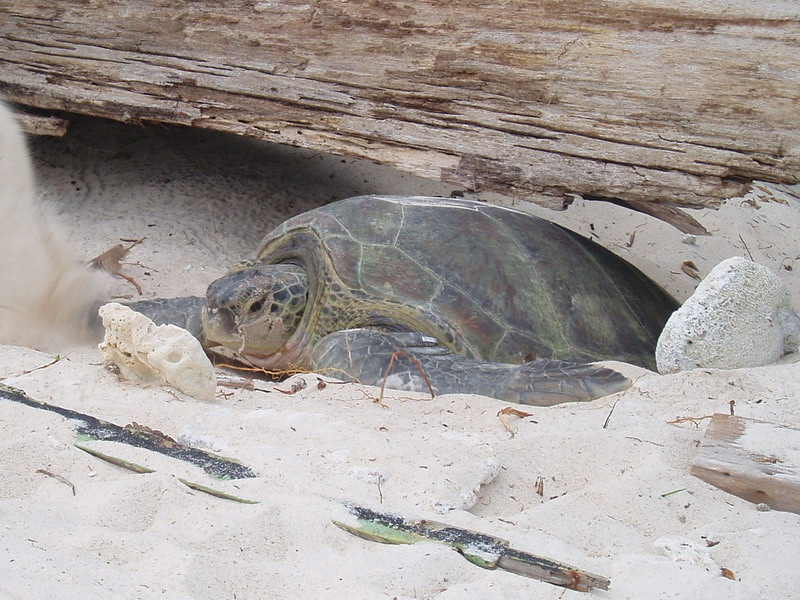
Fêmea retornando ao mar após nidificação na, Malásia

A tartaruga-verde pode ser encontrada geralmente em todo o Oceano Atlântico. Embora a espécie seja mais abundante em climas tropicais, também pode ser encontrada em clima temperado, e indivíduos foram observados até o norte do Canadá no Atlântico Ocidental. e nas Ilhas Britânicas no leste. No Caribe, os principais locais de nidificação identificados são na ilha das Aves, nas Ilhas Virgens Americanas, em Porto Rico, na República Dominicana e na Costa Rica. Nos últimos anos, há sinais de aumento de nidificação nas Ilhas Caimã. Um dos locais de nidificação mais importantes da região está em Tortuguero, na Costa Rica. A maioria da população de da região do Caribe vem de algumas praias em Tortuguero. Nas águas dos Estados Unidos, pequenos locais de nidificação foram observados nos estados da Geórgia, Carolina do Norte, Carolina do Sul e ao longo da costa leste da Flórida. Locais notáveis na América do Sul incluem praias isoladas no Suriname e na Guiana Francesa. No Oceano Atlântico Sul, um dos locais de nidificação mais notáveis é a ilha de Ascensão, que hospeda de seis a 13 mil ninhos. Em contraste com a distribuição esparsa dos locais de nidificação, as áreas de alimentação são muito mais amplamente distribuídas por toda a região. Importantes áreas de alimentação na Flórida incluem a laguna de Indian River, Florida Keys, a baía da Flórida, Homosassa, rio Crystal e Cedar Key.

### Subpopulação do Indo-Pacífico

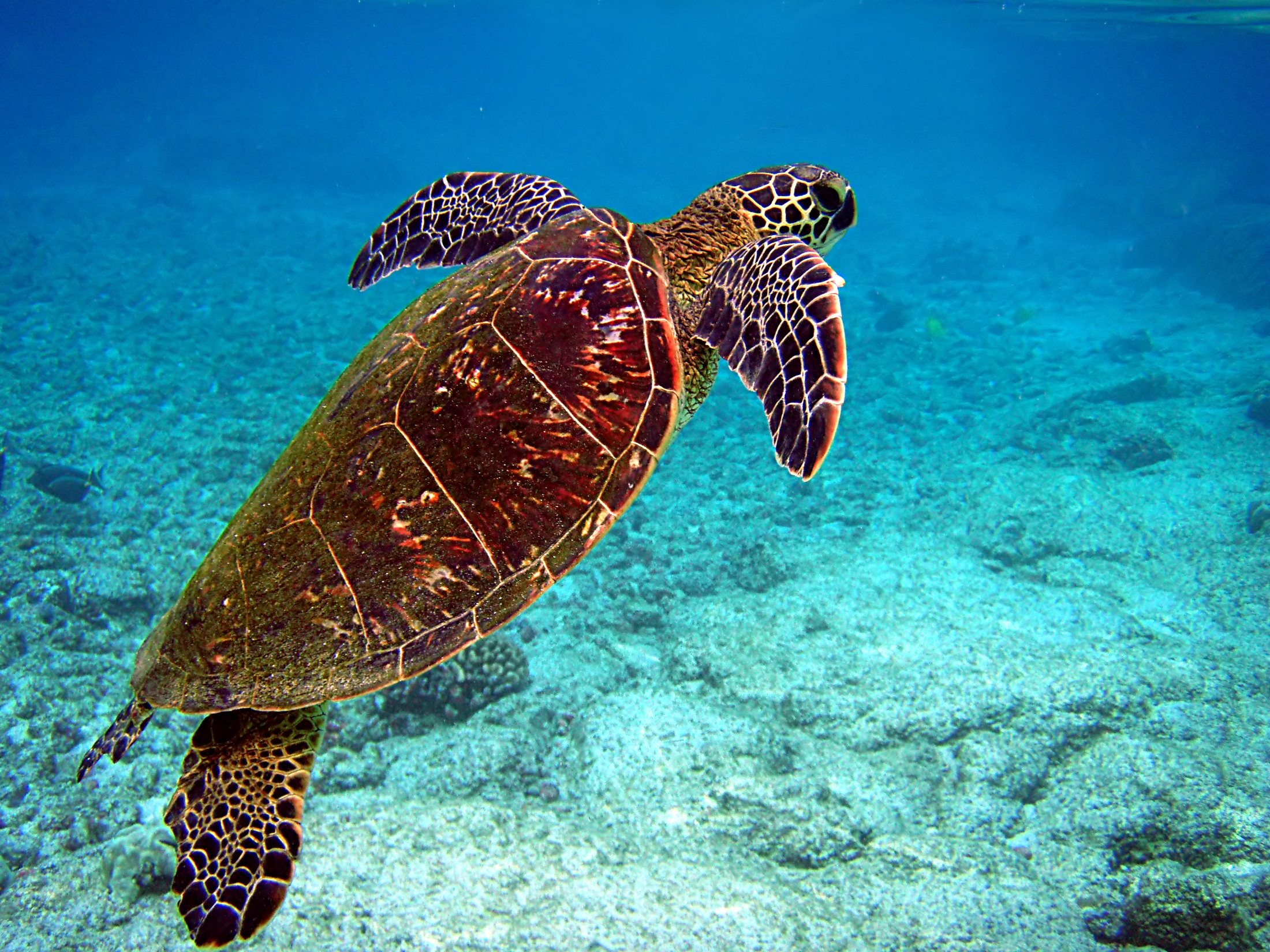
Prestes a ir a superfície para respirar em Cona, Havaí

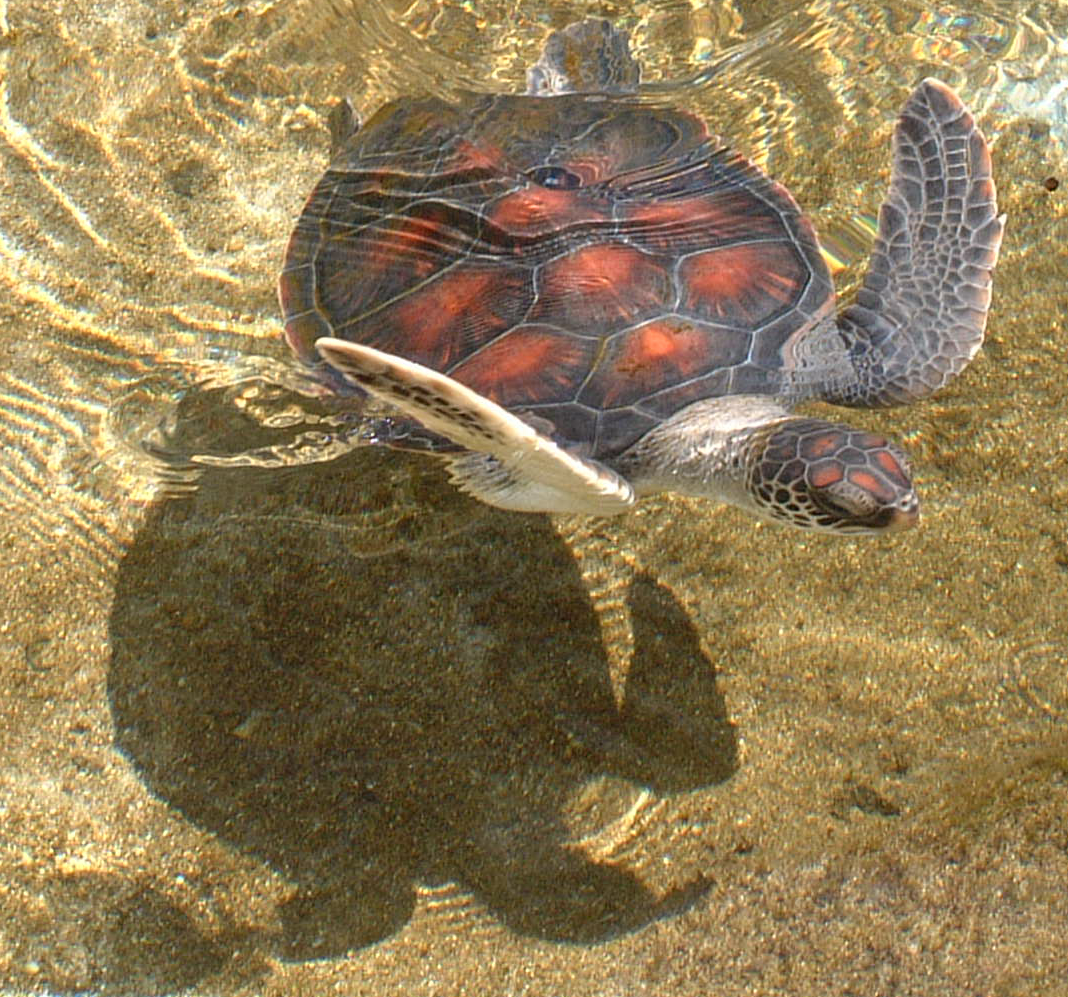
Imaturo havaiano

No Pacífico, sua distribuição chega ao norte até a costa sul do Alasca e ao sul até o Chile no leste. A distribuição no Pacífico ocidental atinge o norte do Japão e partes do sul da costa do Pacífico da Rússia, e até o extremo sul da Nova Zelândia e algumas ilhas ao sul da Tasmânia. As áreas de nidificação significativas estão espalhadas por toda a região do Pacífico, incluindo o México, as ilhas havaianas, o Pacífico Sul, a costa norte da Austrália e o Sudeste Asiático. As principais colônias de nidificação do Oceano Índico incluem Índia, Paquistão, Seri Lanca e outros países costeiros. As tartarugas também podem ser encontradas em todo o Oceano Índico; a costa leste do continente africano abriga alguns locais de nidificação, incluindo ilhas nas águas ao redor de Madagascar.

#### Áreas de nidificação específicas
Áreas de nidificação são encontradas ao longo da costa mexicana. Essas tartarugas se alimentam em campos de algas marinhas no Golfo da Califórnia. Tartarugas-verdes pertencentes à distinta subpopulação havaiana nidificam no atol de French Fragate Shoals a cerca de 800 quilômetros a oeste das ilhas havaianas. Nas Filipinas, nidificam nas Ilhas Tartarugas junto com as tartarugas-de-pente. Em dezembro de 2007, época que os espécimes nidificam localmente, pescadores usando um hulbot-hulbot (um tipo de rede de pesca) acidentalmente pegaram um indivíduo em Barangai Bolom, Zamboanga, Filipinas. A Indonésia tem algumas praias de nidificação, sendo uma na Reserva Nacional Meru Betiri em Java Oriental. Ao largo das costas nordeste e norte da Austrália, a Grande Barreira de Coral tem duas populações geneticamente distintas; uma norte e uma sul. Dentro do recife, 20 locais separados consistindo de pequenas ilhas e ilhotas foram identificados como locais de nidificação. Destes, o mais importante está na ilha Raine. No Estreito de Torres existe um grande viveiro em Bramble Cay. Locais de nidificação são comuns em ambos os lados do Mar Arábico, tanto na Província Oriental do Omã, quanto ao longo da costa de Carachi, Paquistão. Algumas praias específicas ali, como Hawke's Bay e Sandspit, são comuns à subpopulação de tartaruga-verde e tartaruga-oliva. As praias de areia ao longo de Sinde e Baluchistão são locais de nidificação. Cerca 25 quilômetros largo da costa paquistanesa, a ilha de Astola é outra praia de nidificação.

#### tartaruga-verde de Galápagos

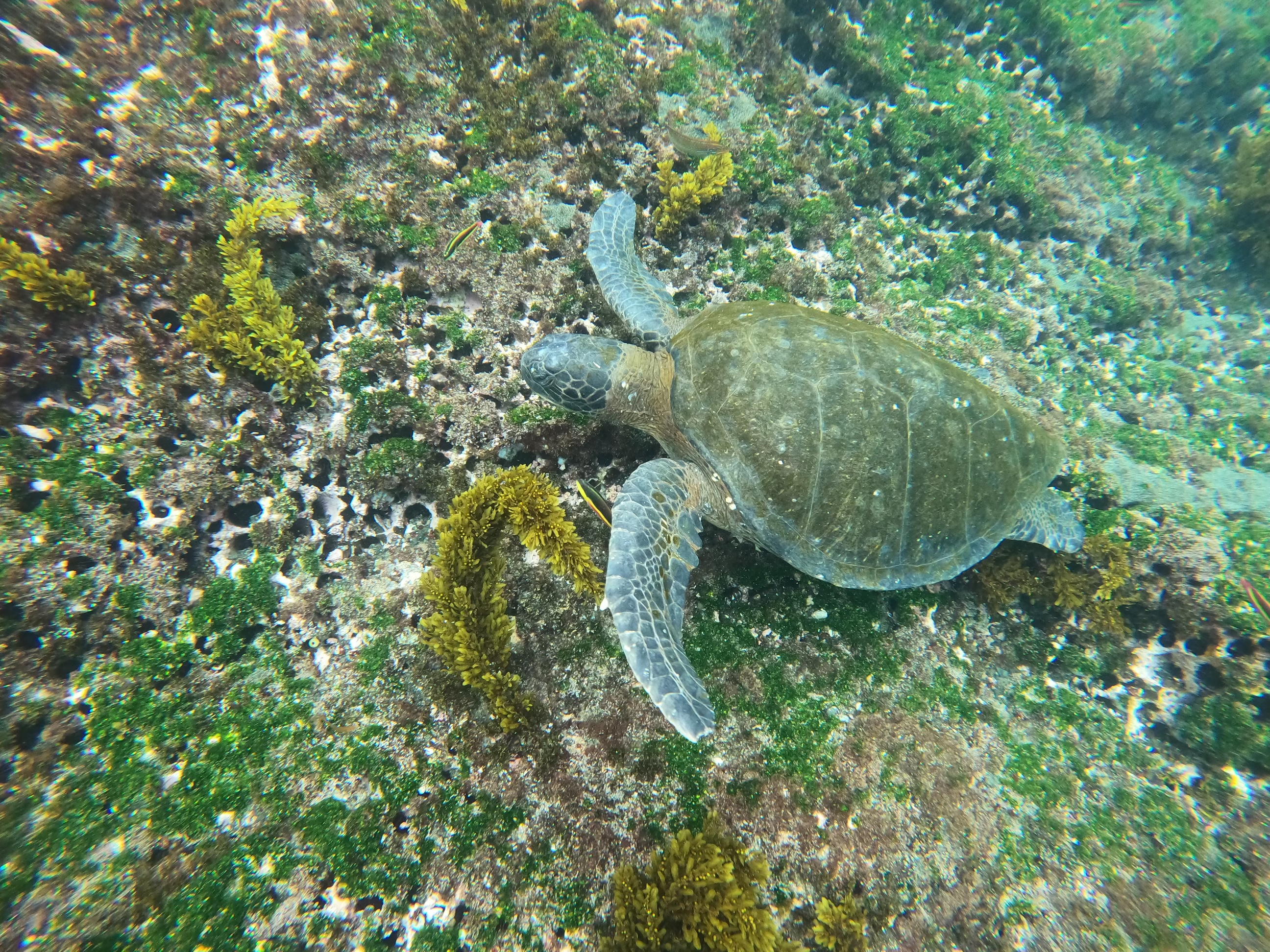
Tartaruga-verde nadando em Galápagos

A população conhecida como tartaruga-verde-de-galápagos foi registrada e observada nas Galápagos já no século XVII por William Dampier, mas não recebeu a devida atenção, pois o foco de estudo eram as tartarugas-gigantes-de-galápagos (Chelonoidis nigra). Somente nos últimos 30 anos foram realizados extensos estudos sobre seu comportamento. Grande parte do debate se centrou na classificação binomial. O nome Chelonia agassizii já foi aplicado a esta população como uma espécie separada. Uma análise de DNA mitocondrial e nuclear proveniente de quinze praias de nidificação demonstrou que não só não há distinção significativa dessa população, mas que seria parafilético reconhecê-la. Como tal, o nome Chelonia agassizzii é considerado sinônimo júnior de Chelonia mydas e os indivíduos que eram rotulados assim são considerados uma variante local das populações das águas do Pacífico Oriental e de outras áreas de nidificação. Uma distinção morfológica da tartaruga-verde de Galápagos deu origem ao debate, mas a evidência de distinção taxonômica é melhor servida usando a combinação de vários conjuntos de dados. As duas distinções morfológicas mais notáveis são o tamanho adulto, consideravelmente menor, e a pigmentação muito mais escura da carapaça, plastrão e extremidades. Outras distinções são a curvatura da carapaça acima de cada nadadeira traseira, a carapaça mais em forma de domo e a cauda mais longa dos machos adultos. Três possibilidades surgiram de suas características únicas: agassizii poderia ser uma espécie separada, uma subespécie, ou é simplesmente a mesma espécie com mutação de cor. Esses fatos levaram ao debate sobre a separação binomial, mas devido à importância dos resultados dos testes de DNA, não houve distinções feitas neste momento. Em uma reunião de herpetólogos e seus colaboradores em 2000, a evidência à posição taxonômica da tartaruga-verde-de-galápagos foi revisada e a maioria entre os participantes apoiou tratá-la como população ou subespécie da tartaruga-verde (em vez de espécie separada). No entanto, este é possivelmente um caso de taxonomia política. Como tal, as três principais listas de verificação internacionais que cobrem tartarugas do banco de dados mundial de répteis a lista de verificação de Fritz e Havas (2007) e a lista de verificação da União Internacional para a Conservação da Natureza (TTWG 2017) consideram um sinônimo júnior.

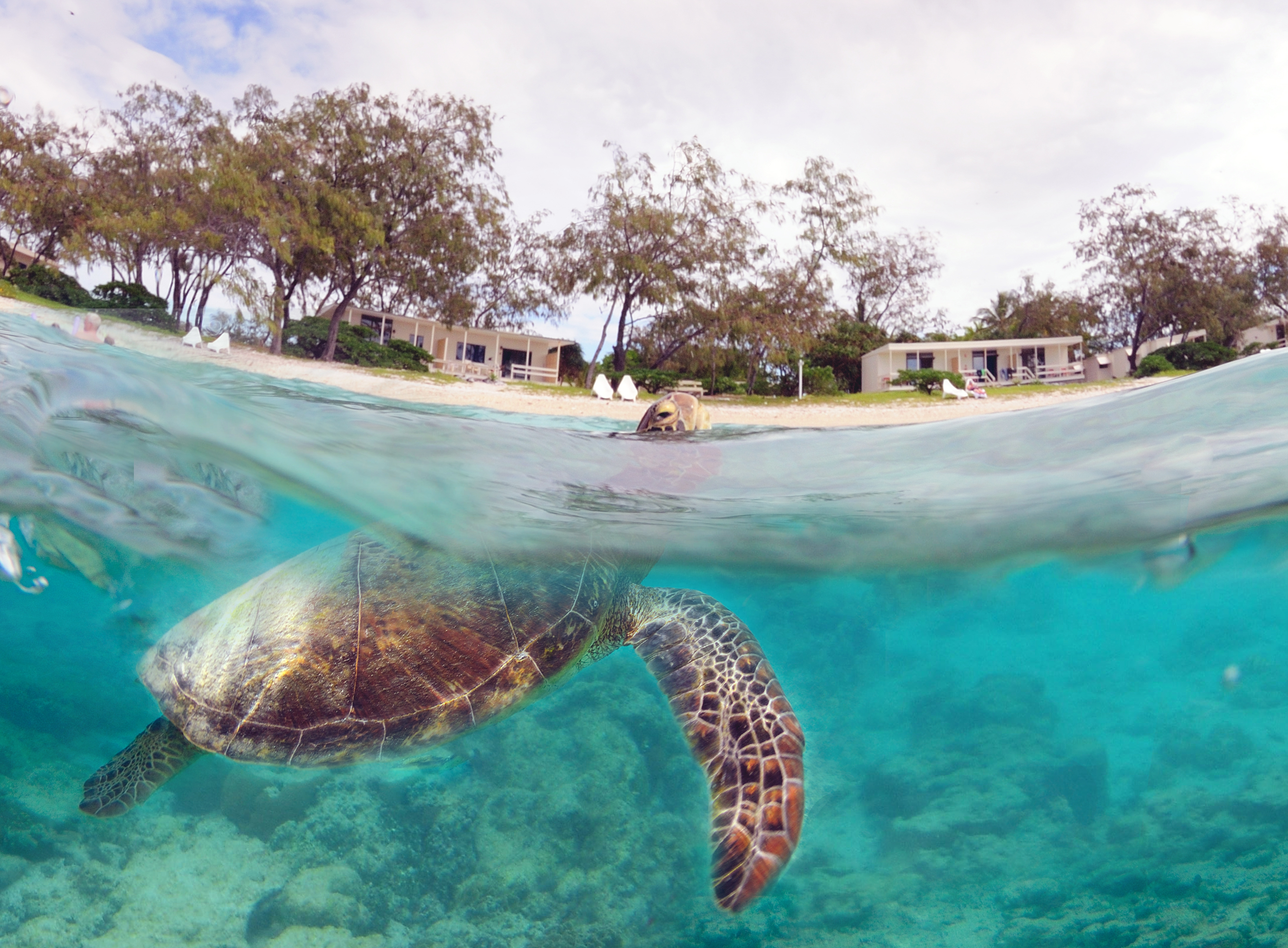
Espécime chegando para respirar

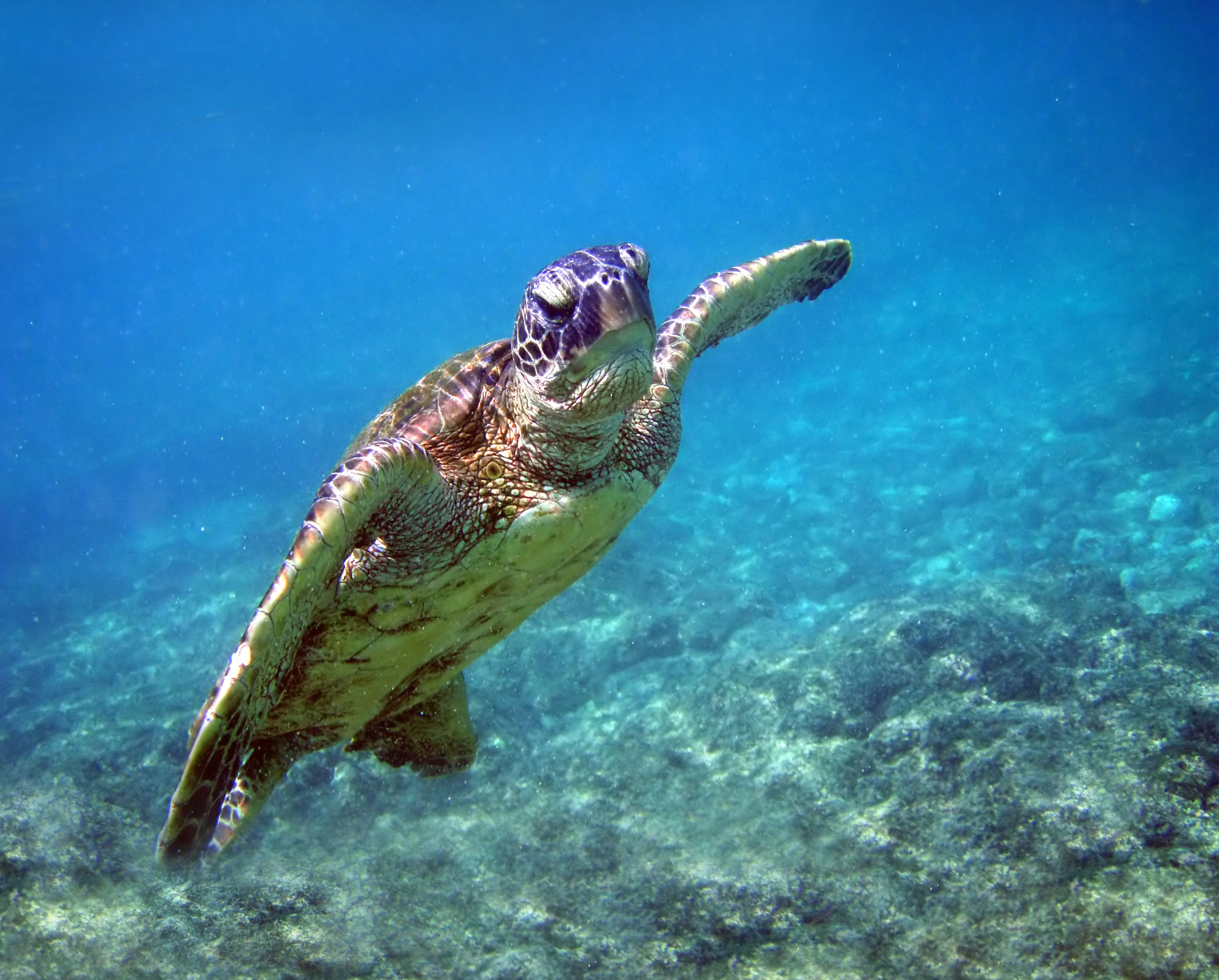
Uma tartaruga nadando no Havaí

## Habitat
As tartarugas-verdes se movem em três tipos de habitat, dependendo de seu estágio de vida. Põem seus ovos nas praias e os adultos passam a maior parte do tempo em baías costeiras, lagoas e atóis com prados de algas marinhas. Os recifes de coral, onde geralmente ficam fornecem algas vermelhas, marrons e verdes para sua dieta e protegem contra predadores e tempestades violentas dentro do oceano. Gerações inteiras geralmente migram entre um par de áreas de alimentação e nidificação. As tartarugas-verdes são classificadas como uma espécie aquática e estão distribuídas ao redor do globo em águas quentes tropicais a subtropicais. O parâmetro ambiental que limita sua distribuição é a temperatura do oceano abaixo de 7 a 10 °C. As tartarugas passam a maior parte de seus primeiros cinco anos em zonas de convergência dentro do oceano aberto. Essas tartarugas jovens raramente são vistas enquanto nadam em águas pelágicas profundas. As tartarugas-verdes normalmente nadam a 2,5 a 3 quilômetros por hora.

## Ecologia e comportamento

### Dieta
A dieta das tartarugas-verdes varia consideravelmente durante o ciclo de vida. enquanto filhote é uma espécie onívora que possui tendências carnívoras, tornando-se herbívora a partir dos 25/35cm de casco. Tartarugas jovens comem ovas de peixes, moluscos, águas-vivas, pequenos invertebrados, vermes, esponjas, algas e crustáceos. Entretanto, em várias regiões do Mediterrâneo, do Oceano Índico e do Oceano Pacífico, as tartarugas-verdes adultas se alimentam principalmente de ervas marinhas. Ademais, em áreas de forrageamento onde essas plantas são escassas ou inexistentes, as macroalgas passam a compor grande parte, ou até mesmo a maior parte, da dieta dessas tartarugas, como acontece em locais como Japão, Queensland na Austrália, Ilhas Cocos-Keeling, México, Turquia e Uruguai. Além disso, em alguns desses habitats, materiais vegetais terrestres, especialmente folhas e partes de manguezais, também podem aparecer com destaque na dieta das tartarugas-verdes. Essa espécie têm uma taxa de crescimento relativamente lenta devido ao baixo valor nutricional de sua dieta. A gordura corporal fica verde por causa da vegetação consumida. Essa mudança na dieta tem efeito na morfologia do crânio, pois sua mandíbula serrilhada os ajuda a mastigar algas e gramas marinhas.

### Predadores e parasitas

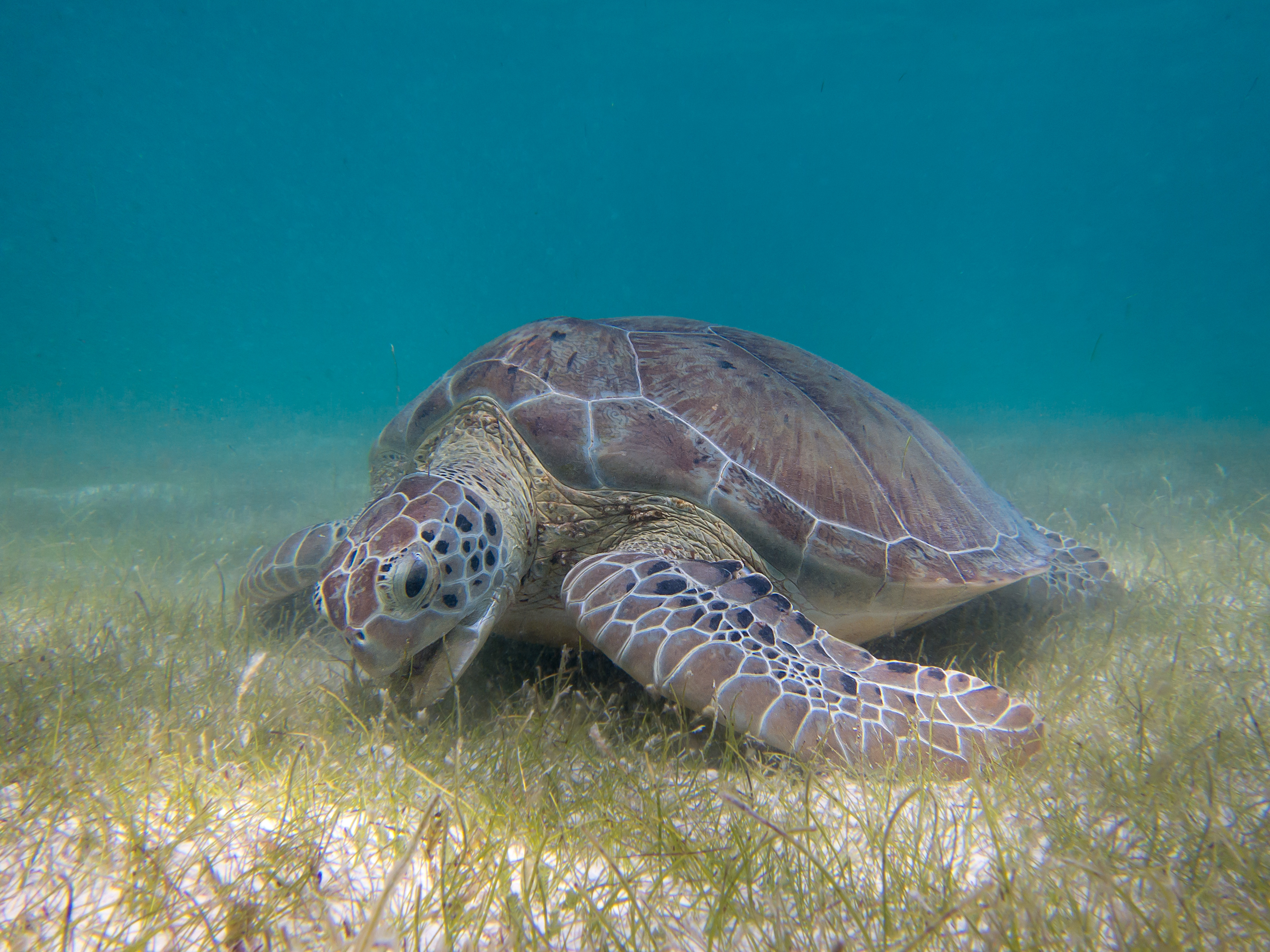
tartaruga-verde pastando grama marinha

Tubarões maiores e seres humanos se alimentam de adultos de tartaruga-verde. No entanto, também há registros de orcas (Orcinus orca) e até mesmo onças-pintadas predando essas tartarugas. Especificamente, os tubarões-tigre (Galeocerdo cuvier) costumam caçar adultos nas águas havaianas. Juvenis e filhotes têm diversos outros predadores, incluindo caranguejos, pequenos mamíferos marinhos e aves limícolas. Além disso, seus ovos são vulneráveis à predação por animais terrestres, como raposas-vermelhas (Vulpes vulpes) e chacais-dourados (Canis aureus). As tartarugas-verdes têm uma variedade de parasitas, incluindo cracas, sanguessugas, protozoários, cestoides e nematoides. As cracas prendem-se à carapaça e as sanguessugas às nadadeiras e à pele, causando danos nos tecidos moles e levando à perda de sangue. Protozoários, cestoides e nematoides levam a morte de muitas tartarugas devido ao dano ao fígado e ao intestino. A maior ameaça de doença à população de tartarugas é o fibropapiloma, que produz o crescimento letal de um tumor em escamas, pulmões, estômago e rins. O fibropapiloma é causado por um herpesvírus que é transmitido por sanguessugas como a Ozobranchus branchiatus, uma espécie de sanguessuga que se alimenta quase inteiramente de tartarugas-verdes.

### Ciclo da vida

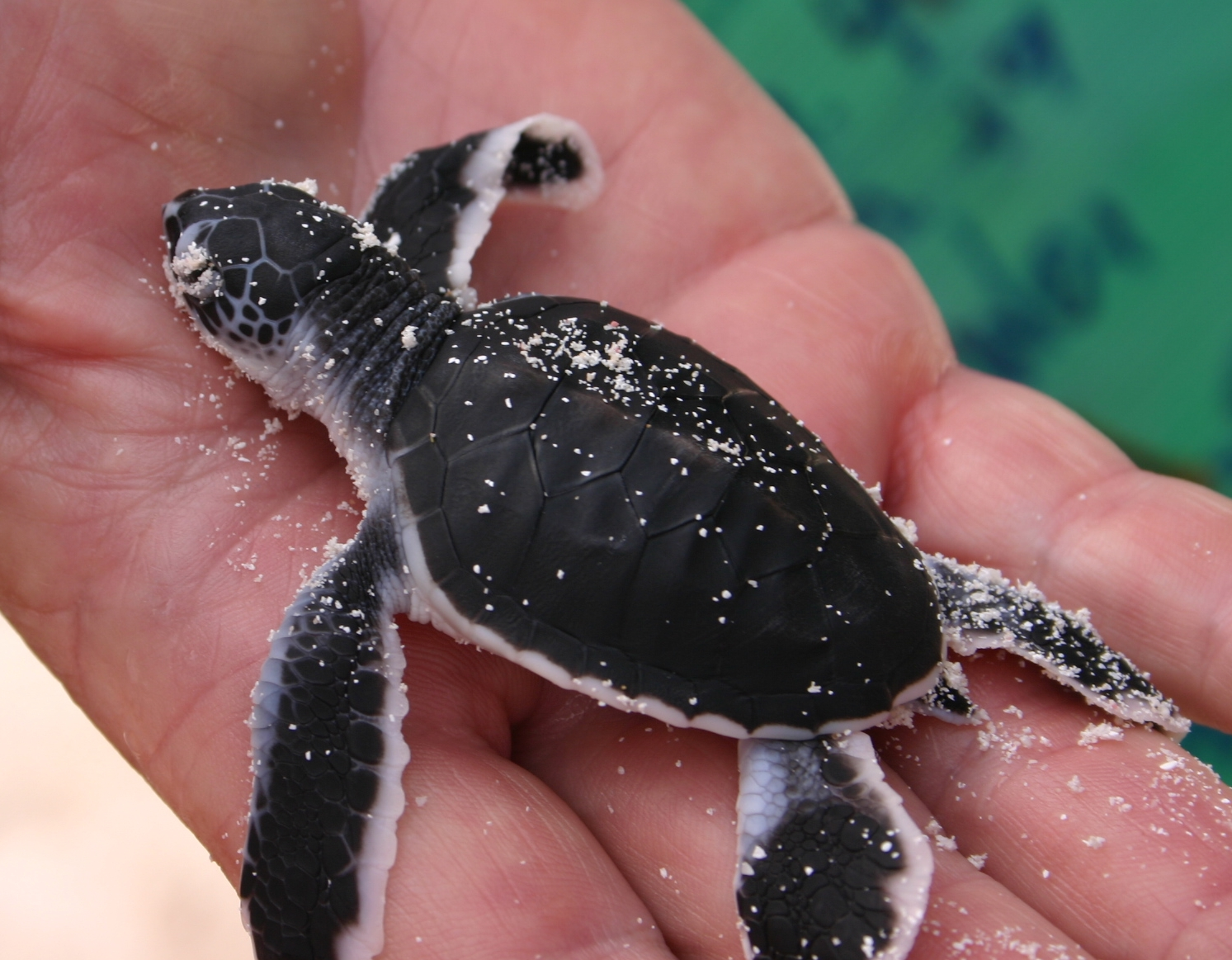
Filhote

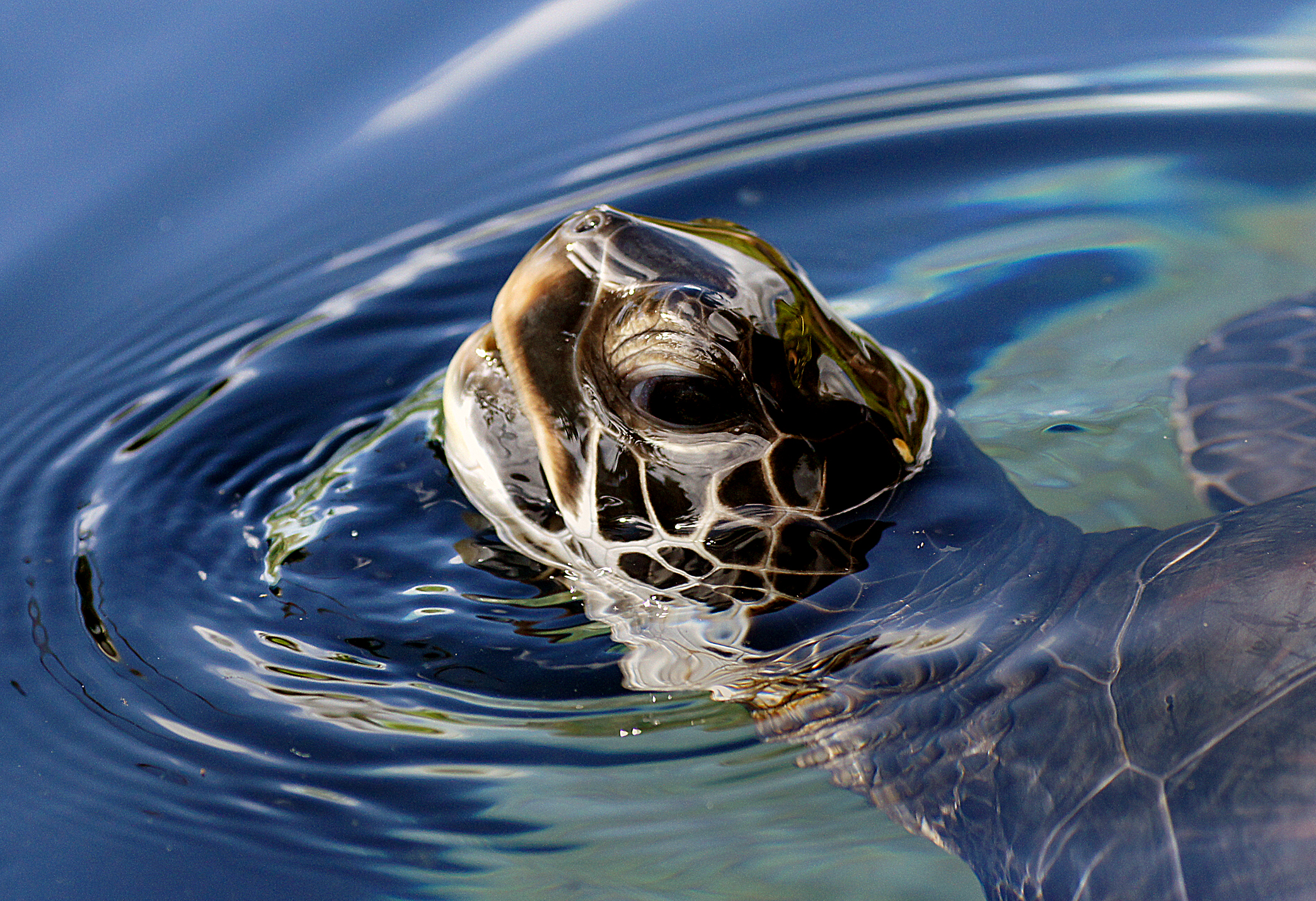
Espécime em Maui, Havaí

As tartarugas-verdes migram longas distâncias entre os locais de alimentação e os locais de nidificação; alguns indivíduos nadam mais de 2 600 quilômetros para alcançar seus locais de desova. As tartarugas-verdes se reproduzem em praias no sudeste da Ásia, Índia, ilhas no Pacífico ocidental e América Central. Tartarugas adultas geralmente retornam à praia exata de onde nasceram. As fêmeas geralmente acasalam a cada dois a quatro anos. Os machos, por outro lado, visitam as áreas de reprodução todos os anos, tentando acasalar. A época de acasalamento varia entre as populações. À maioria dos indivíduos no Caribe, a época de acasalamento é de junho a setembro. A subpopulação nidificante da Guiana Francesa nidifica de março a junho. Nos trópicos, as tartarugas-verdes nidificam durante todo o ano, embora algumas subpopulações prefiram épocas específicas do ano. No Paquistão, as tartarugas do Oceano Índico nidificam o ano todo, mas preferem os meses de julho a dezembro.
As tartarugas marinhas voltam às praias onde nasceram para desovar. O motivo do retorno às praias nativas pode ser o de garantir às tartarugas um ambiente com os componentes necessários para que sua nidificação seja bem-sucedida. Estes incluem uma praia de areia, fácil acesso para os filhotes chegarem ao oceano, temperaturas de incubação corretas e baixa probabilidade de predadores que podem se alimentar de seus ovos. Com o tempo, essas tartarugas desenvolveram essas tendências para retornar a uma área que proporcionou sucesso reprodutivo por muitas gerações. Sua capacidade de retornar ao seu local de nascimento é conhecida como filopatria.
O comportamento de acasalamento é semelhante a outras tartarugas marinhas. As fêmeas controlam o processo. Embora algumas populações pratiquem a poliandria, isso não parece beneficiar os filhotes. Após o acasalamento na água, a fêmea se move acima da linha da maré alta da praia, onde cava um buraco com as nadadeiras traseiras que atinge de onzze a 22 polegadas de profundidade, onde deposita seus ovos. O buraco é então coberto novamente. O tamanho da ninhada varia entre 85 e 200 ovos, dependendo da idade da fêmea. Esse processo leva cerca de uma hora a uma hora e meia. Depois que o ninho está completamente coberto, ela retorna ao mar. A fêmea fará isso de três a cinco vezes em uma temporada. A cada ano na Ilha de Ascensão, as fêmeas fazem de seis a 25 mil ninhos. Essas fêmeas estão entre as maiores tartarugas-verdes do mundo; muitos têm mais de um metro de comprimento e pesam até 300 quilos. No Brasil, são feitos aproximatamente quatro mil ninhos por temporada, sobretudo nas ilhas oceânicas do arquipélago de Trindade e Martim Vaz, na costa do Espírito Santo, na Reserva Biológica do Atol das Rocas e no Parque Nacional Marinho de Fernando de Noronha. Há ainda registros de desovas em praias continentais (cerca de 200 ninhos a cada temporada), principalmente no litoral norte da Bahia.
Os ovos são redondos e brancos, com cerca de 45 milímetros de diâmetro. Os filhotes permanecem enterrados por dias até que todos emergem juntos à noite. A temperatura do ninho por volta dos 20-40 dias determina o sexo das tartarugas. Por volta de 50 a 70 dias, os ovos eclodem durante a noite, e os filhotes instintivamente vão direto à água. Este é o momento mais perigoso na vida de uma tartaruga. Enquanto caminham, predadores, como gaivotas e caranguejos, se alimentam deles. Uma porcentagem significativa nunca chega ao oceano. Pouco se sabe sobre a história de vida inicial de tartarugas marinhas recém-nascidas. Os juvenis passam de três a cinco anos em mar aberto antes de se estabelecerem como juvenis ainda imaturos em seu estilo de vida permanente em águas rasas. Especula-se que levam de vinte a cinquenta anos para atingir a maturidade sexual. Os indivíduos vivem até oitenta anos na natureza.

### Respiração e sono
As tartarugas marinhas, sendo grandes répteis, realizam atividades intensas tanto no ambiente aquático quanto em terra, especialmente durante a época de nidificação. Elas também conseguem realizar mergulhos prolongados e em profundidades significativas. Para suportar essas demandas, seu sistema respiratório precisa ser adaptado a essas variações de esforço. O pulmão das tartarugas marinhas possui uma estrutura complexa que lembra a dos mamíferos, com compartimentos menores que facilitam as trocas gasosas. Nas tartarugas, o brônquio principal percorre o pulmão como um tubo central, do qual partem canais laterais que alimentam espaços aéreos individualizados e subdivididos.
Quando uma tartaruga respira, é comum ouvir o som do movimento do ar. O processo geralmente envolve um arqueamento do pescoço para elevar a cabeça, seguido de uma rápida expiração audível, logo acompanhada por uma inspiração veloz e, finalmente, uma pausa respiratória variável mantida ao fim da inspiração. Esse mecanismo permite à tartaruga respirar rapidamente quando emerge à superfície, minimizando o tempo fora de seu ambiente aquático. Com um sistema respiratório de baixa resistência, as tartarugas-verdes possuem pouca limitação de fluxo durante a expiração, o que facilita a troca de grandes volumes de ar em pouco tempo.
Além disso, as tartarugas podem descansar ou dormir debaixo d'água por várias horas de cada vez, mas o tempo de submersão é muito menor durante mergulhos em busca de comida ou para escapar de predadores. A capacidade de prender a respiração é afetada pela atividade e pelo estresse, e é por isso que as tartarugas se afogam em redes de arrasto para camarão e outros materiais de pesca. Durante a noite, enquanto dormem e para se protegerem de potenciais predadores, os adultos se entrincheiram sob rochas abaixo da superfície e sob saliências em recifes e rochas costeiras. Muitas tartarugas-verdes foram observadas retornando ao mesmo local de dormir noite após noite.

## Fisiologia e modalidades sensoriais

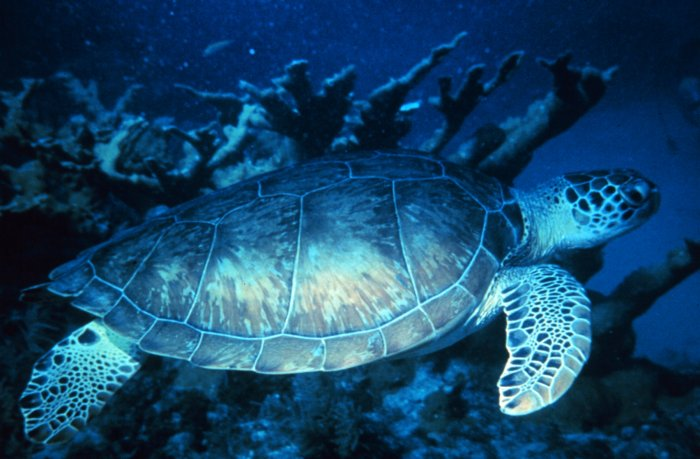
Nadando em um recife de coral mexicano

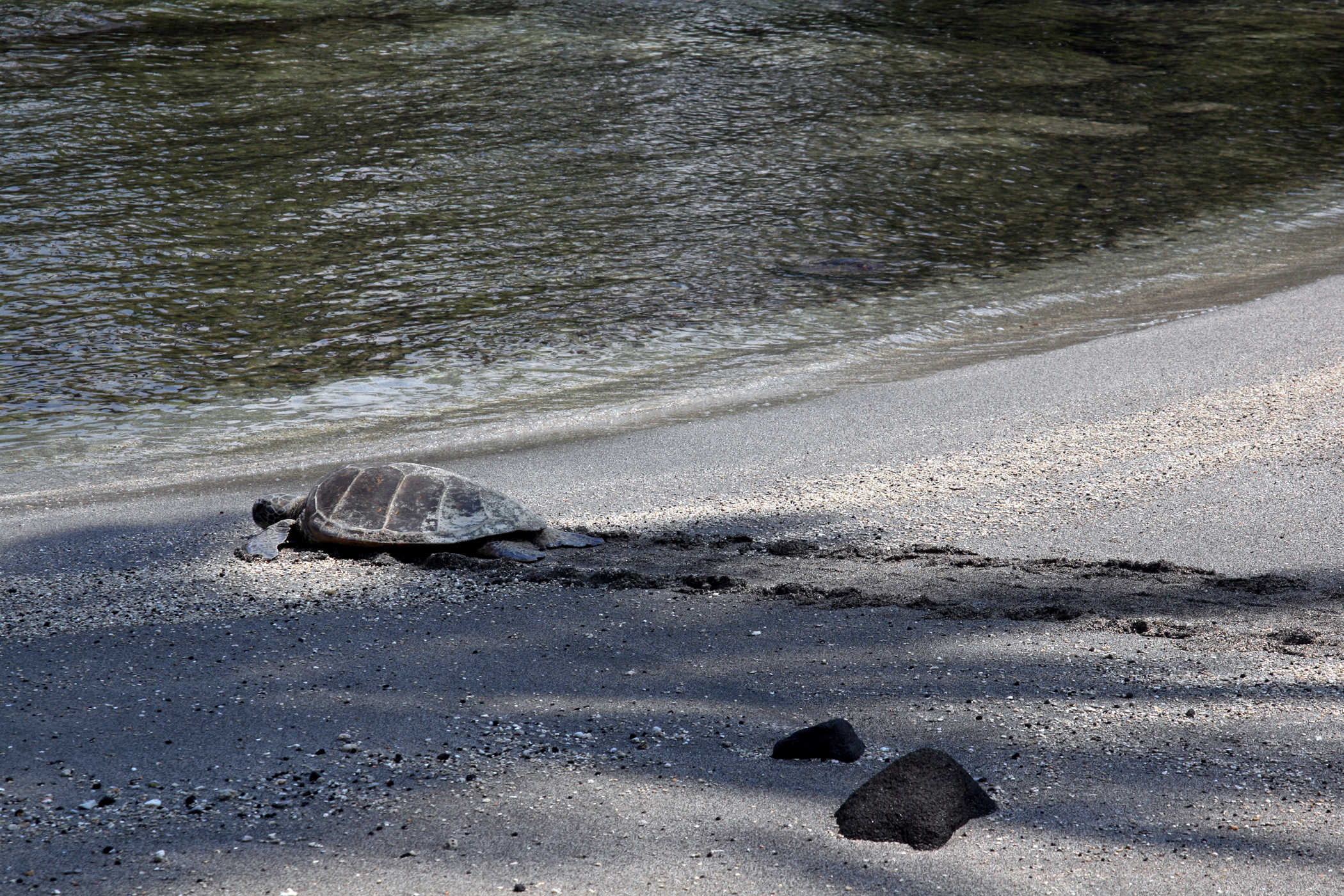
Indo para o oceano em uma praia no Parque Histórico Nacional Pu'uhonua o Honaunau

As tartarugas-verdes tendem a ter boa visão, sendo bem adaptadas à vida no mar. Podem ver muitas cores, mas são mais sensíveis à luz entre as cores violeta e amarelo ou a comprimentos de onda de 400 a 600 nanômetros. Não veem muitas cores na porção laranja a vermelha do espectro de luz. Em terra, as são míopes, pois as lentes dos olhos são esféricas e ajustadas à refração debaixo d'água. Não têm orelha externa e apenas um osso da orelha, chamado columela. Com só um osso da orelha, podem ouvir apenas sons de baixa frequência, de 200 a 700 Hz. Os sons também podem ser detectados através de vibrações da cabeça, espinha dorsal e concha. O nariz tem duas aberturas externas e se conecta ao céu da boca através de aberturas internas. A superfície inferior da passagem nasal tem dois conjuntos de células sensoriais chamadas órgão de Jacobson. A tartaruga pode usar esse órgão para cheirar a água, bombeando água para dentro e para fora do nariz.
Como as tartarugas-verdes migram longas distâncias durante as épocas de reprodução, têm sistemas adaptativos especiais para navegar. Em mar aberto, navegam usando as direções das ondas, luz do sol e temperaturas do oceano. Também contêm uma bússola magnética interna. Podem detectar informações magnéticas e são capazes de voltar para seus locais de nidificação ou locais de alimentação preferidos. A filopatria é a capacidade de um animal retornar ao seu local de nascimento para se reproduzir. O comportamento é encontrado em todas as espécies de tartarugas marinhas e em alguns outros animais, como o salmão. Muitos pesquisadores acreditam que as tartarugas marinhas usam um processo chamado imprinting (impressão), que é um tipo especial de aprendizado que ocorre quando nascem, permitindo que reconheçam sua praia nativa. Existem dois tipos de impressão hipotetizadas para esse comportamento. A primeira é a hipótese do imprinting químico: assim como o salmão, as tartarugas marinhas podem ser capazes de usar pistas olfativas para cheirar o caminho. Um problema com essa hipótese é que tartarugas viajam milhares de quilômetros, e os cheiros dessa área não são distinguíveis dessa distância. A segunda hipótese é a geomagnética: essa hipótese afirma que, à medida que eclode, uma jovem tartaruga grava uma impressão do campo magnético da praia em que nasce. Esta hipótese está fortemente correlacionada com o método que as tartarugas marinhas usam para navegar na terra.
Para tolerar a constante perda de calor na água, as tartarugas marinhas podem desviar o sangue de tecidos periféricos em direção ao coração, cérebro e sistema nervoso central. Outros mecanismos incluem tomar sol em praias quentes e produzir calor por meio do movimentos de seus músculos. Nos meses de inverno, as tartarugas que vivem em latitudes mais altas podem hibernar por um curto período na lama.

## Características e recursos exclusivos

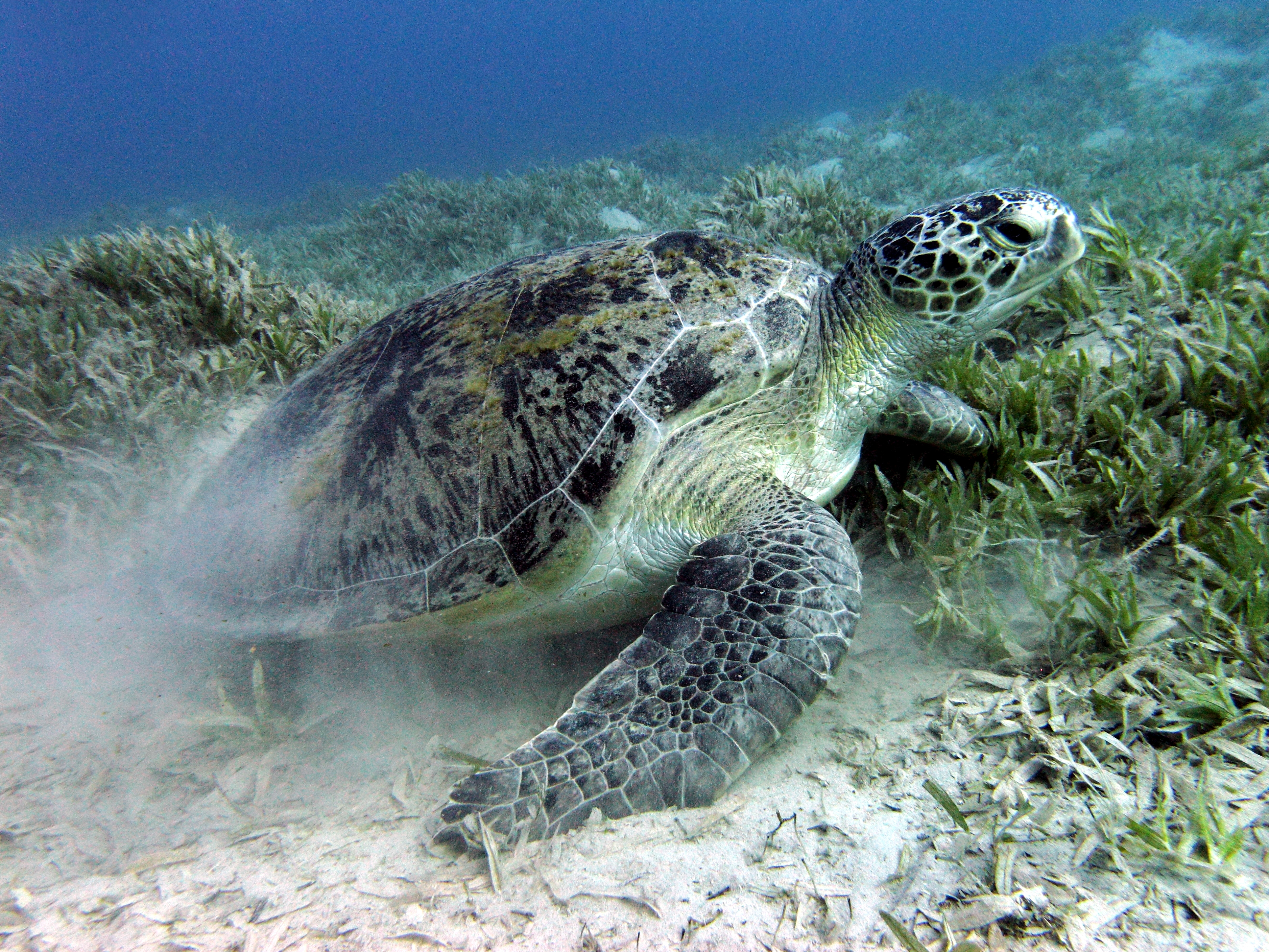
Espécime perto de Marsa Alã, Egito

As tartarugas-verdes apresentam dimorfismo sexual no desenvolvimento e aparência. Quando adultos, os machos são facilmente distinguíveis das fêmeas por sua cauda mais longa (que se estende visivelmente além do casco) e garras mais longas nas nadadeiras dianteiras. O tempo de eclosão e o sexo das tartarugas são determinados pela temperatura de incubação do ninho. A eclosão é mais rápida em ninhos mais quentes. Locais quentes (acima de 30 °C) favorecem o desenvolvimento de fêmeas, enquanto locais mais frios tendem a produzir machos. A posição do ovo no ninho também afeta a determinação do sexo. Os ovos no centro tendem a eclodir como fêmeas devido ao maior calor no interior do ninho.
As tartarugas-verdes desempenham papel essencial no ecossistema em que vivem. Nos leitos de gramas marinhas, se alimentam aparando apenas a parte superior e deixando as raízes. Através da sua técnica de alimentação, ajudam a melhorar a saúde e o crescimento dos leitos de gramas marinhas. Os leitos fornecem habitat e áreas de alimentação para muitas espécies de peixes e crustáceos. Nas praias de nidificação, as tartarugas-verdes fornecem nutrientes essenciais para o ecossistema através das cascas dos ovos eclodidos. Em seu habitat de recife de coral, têm uma interação simbiótica com peixes de recife, incluindo o cirurgião-amarelo (Zebrasoma flavescens). O cirurgião-amarelo nada junto com a tartaruga e se alimenta de algas, cracas e parasitas em sua concha e nadadeiras. Essa interação de espécies fornece alimento para o cirurgião-amarelo e proporciona uma limpeza e alisamento necessários do casco da tartaruga. Essa limpeza ajuda as tartarugas a nadar, reduzindo a quantidade de arrasto e melhorando sua saúde.

## Importância para o ser humano

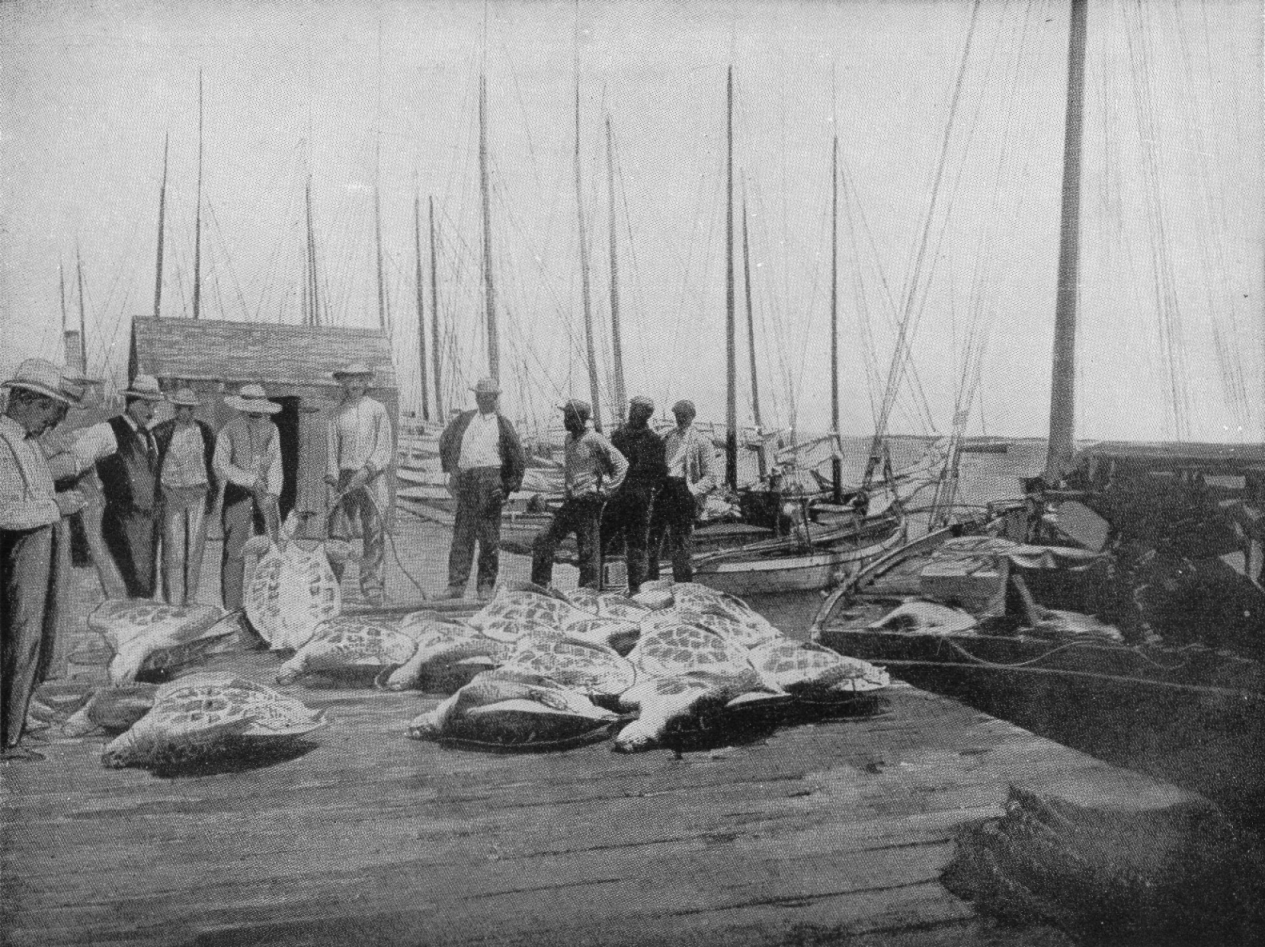
tartarugas-verdes colhidas em um cais em Key West, Flórida

Historicamente, o couro das tartarugas era curtido e usado para fazer bolsas, principalmente no Havaí. Os chineses antigos consideravam sua carne iguaria. A gordura, a cartilagem e a carne da tartaruga, conhecida como calipee, são procuradas como ingredientes para fazer a sopa de tartaruga, um prato popular americano do século XIX. Em Java, na Indonésia, os ovos eram uma iguaria popular. No entanto, a carne da tartaruga é considerada ḥarām ou "impura" sob a lei islâmica (o Islão é a religião principal de Java). Em Bali, a carne de tartaruga era muito presente em festas cerimoniais e religiosas. As tartarugas eram caçadas nas partes mais remotas do arquipélago indonésio. Bali importa tartarugas marinhas desde a década de 1950, quando seus próprios suprimentos de tartarugas se esgotaram.
Fazendas comerciais, como a Fazenda de Tartarugas Caimã nas Índias Ocidentais, criavam tartarugas para venda comercial de carne, óleo (extraído da gordura), casco e couro feito da pele. O estoque inicial da fazenda era em grande parte de ovos "condenados" retirados de ninhos ameaçados por erosão, inundações ou em solo quimicamente hostil. As fazendas abrigavam até 100 mil tartarugas ao mesmo tempo. Quando os mercados internacionais foram fechados por regulamentação, a fazenda foi convertida em uma atração turística, suportando 11 mil tartarugas. A fazenda começou como Maricultura Ltd., depois Cayman Turtle Farm Ltd e, posteriormente, com a marca Boatswain's Beach, em 2010 a marca da fazenda foi alterada para Cayman Turtle Farm: Island Wildlife Encounter.
As tartarugas marinhas são parte integrante da história e cultura das Ilhas Caimã. Quando as ilhas foram descobertas por Cristóvão Colombo em 1503, as chamou de "As Tartarugas" (Las Tortugas) por causa da abundância de tartarugas marinhas nas águas ao redor das ilhas. Muitos dos primeiros visitantes chegaram às ilhas Caimã para capturar as tartarugas como fonte de carne fresca durante longas viagens. A tartaruga-verde é um símbolo nacional exibido como parte do brasão das ilhas, que também faz parte da bandeira nacional. O padrão monetário do país usa uma tartaruga como marca d'água em suas notas. Uma tartaruga marinha estilizada apelidada de "Sir Turtle" é a mascote da companhia aérea nacional Cayman Airways e faz parte da pintura de sua aeronave.
Um ki'i pōhaku (petróglifo) de uma tartaruga (ou honu) pode ser encontrado na Grande Ilha do Havaí nos campos de lava de Pu'u Loa. A tartaruga-verde sempre teve significado especial aos havaianos e este petróglifo mostra sua importância datando possivelmente de quando as ilhas se tornaram povoadas. A tartaruga simboliza um navegador que pode sempre encontrar o caminho de casa vez após vez. Este símbolo reflete a vida real da tartaruga-verde havaiana, pois nada centenas de quilômetros para colocar seus ovos no mesmo local de nascimento. Embora existam outros mitos também, algumas lendas havaianas dizem que os honu foram os primeiros a guiar os polinésios às ilhas havaianas. Os havaianos reverenciam a tartaruga e a lenda de Kailua, uma tartaruga que podia assumir a forma de uma menina à vontade. Em forma humana, cuidava das crianças que brincavam na praia de Punalu'u.

## Conservação

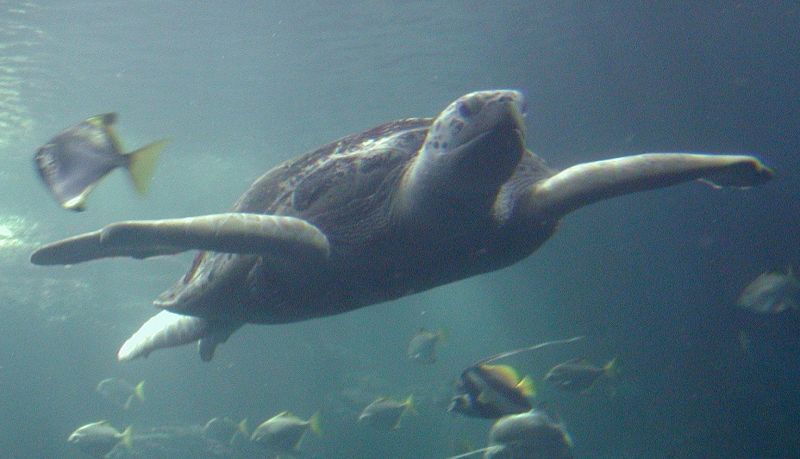
Em um aquário público

Nas últimas décadas, as tartarugas marinhas passaram da exploração irrestrita para um status de proteção global, com países individuais fornecendo proteção adicional, embora ameaças sérias ainda existam. Todas as populações são consideradas na categoria de risco de extinção como "ameaçadas". No Brasil, a espécie consta em várias listas de conservação do país: em 2005, foi classificada como vulnerável na Lista de Espécies da Fauna Ameaçadas do Espírito Santo; em 2010, sob a rubrica de "dados insuficientes" no Livro Vermelho da Fauna Ameaçada no Estado do Paraná; em 2011, como vulnerável na Lista das Espécies da Fauna Ameaçada de Extinção em Santa Catarina; em 2014, como em perigo no Livro Vermelho da Fauna Ameaçada de Extinção no Estado de São Paulo e sob a rubrica de "dados insuficientes" na Lista das Espécies da Fauna Ameaçadas de Extinção no Rio Grande do Sul; em 2017, como vulnerável na Lista Oficial das Espécies da Fauna Ameaçadas de Extinção do Estado da Bahia; em 2014, como vulnerável na Portaria MMA N.º 444 de 17 de dezembro de 2014; e em 2018, como vulnerável no Livro Vermelho da Fauna Brasileira Ameaçada de Extinção do Instituto Chico Mendes de Conservação da Biodiversidade (ICMbio) e na Lista das Espécies da Fauna Ameaçadas de Extinção no Estado do Rio de Janeiro.

### Ameaças
A ação humana apresenta ameaças tanto intencionais e não intencionais à sobrevivência da espécie. Ameaças intencionais incluem a caça furtiva e a colheita de ovos. Também perigosas são as ameaças não intencionais, incluindo colisões com barcos, redes de pescadores sem dispositivos de exclusão de tartarugas, a poluição e a destruição de habitats. A poluição química pode causar tumores; efluentes de portos próximos a locais de nidificação podem criar distúrbios; e a poluição luminosa pode desorientar os filhotes. Com a poluição química presente, há o desenvolvimento de bolas de alcatrão que muitas vezes são comidas pelas tartarugas-verdes, confundindo-as com seus alimentos. As bolas de alcatrão fazem com que ingira toxinas que podem bloquear seus intestinos, deslocar o fígado e os intestinos, causando inchaço do tecido. A perda de habitat geralmente ocorre devido ao desenvolvimento humano das áreas de nidificação. A construção à beira-mar, a "recuperação" de terrenos e o aumento do turismo são exemplos desse desenvolvimento. Uma doença infecciosa causadora de tumor, a fibropapilomatose, também causa problemas em algumas populações. A doença mata uma fração considerável dos indivíduos que infecta, embora alguns indivíduos pareçam resistir à doença. Além disso, pelo menos no Atlântico Sudoeste (rio da Prata, no Uruguai), espécies exóticas invasoras, como Rapana venosa, foram relatadas bioincrustando massivamente tartarugas-verdes imaturas, reduzindo a flutuabilidade, aumentando o arrasto e causando ferimentos graves na carapaça.

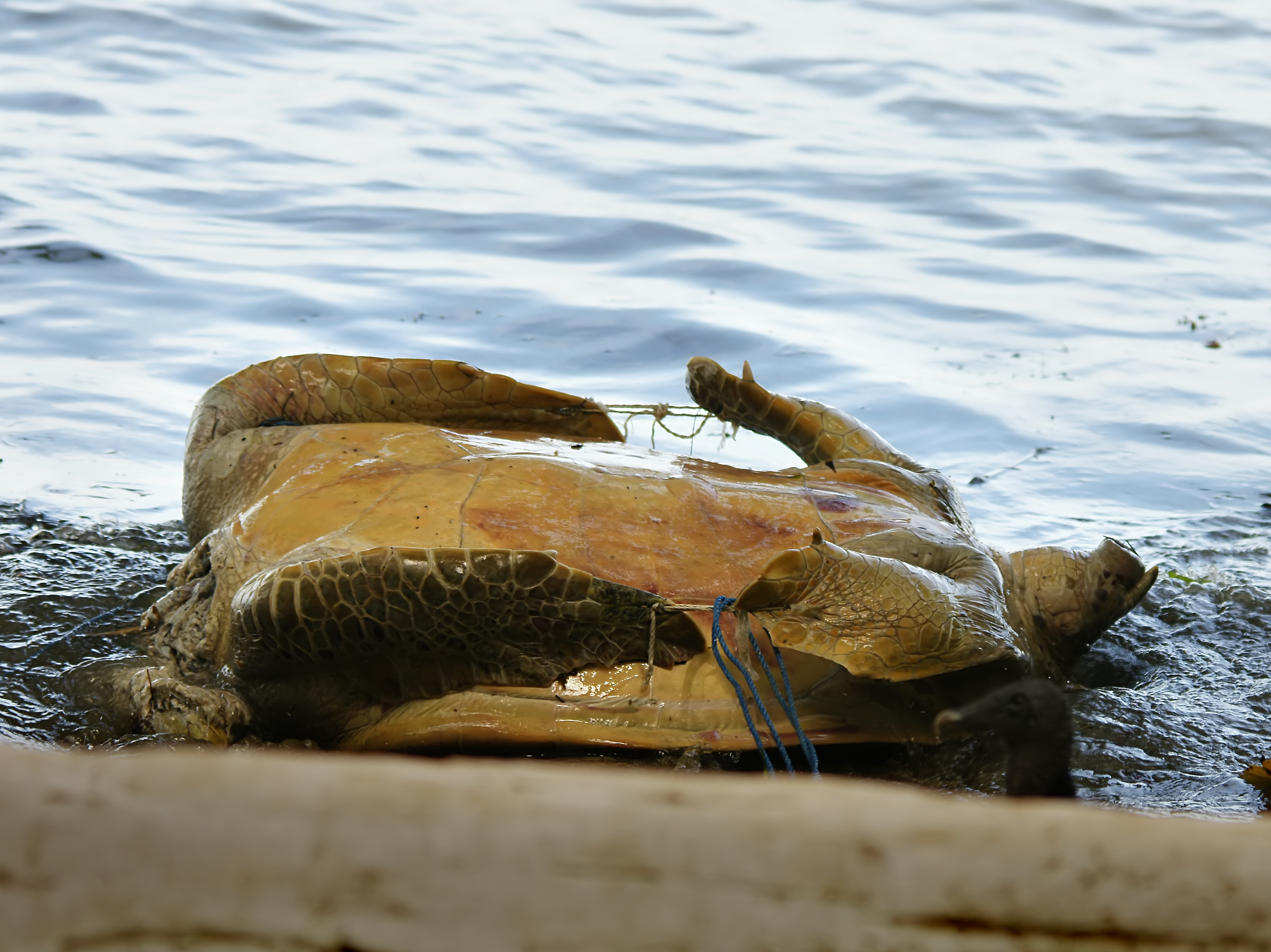
Uma tartaruga-verde caçada na Costa Rica

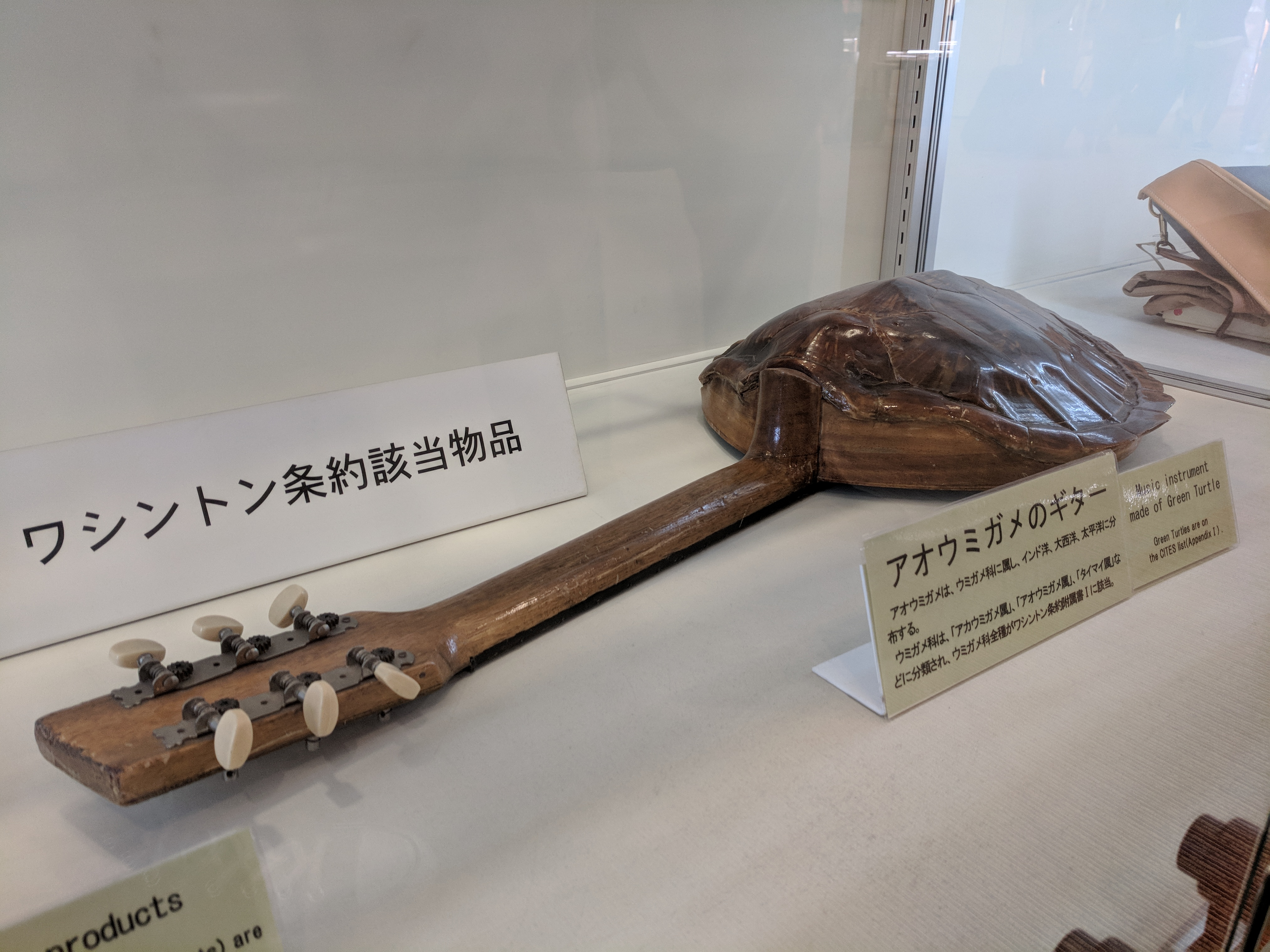
Um instrumento musical confiscado feito da carapaça de uma tartaruga-verde, em exposição no Aeroporto Internacional de Narita

Os habitats de forrageamento das tartarugas-verdes do Pacífico são principalmente desconhecidos. As áreas de forrageamento provavelmente ocorrem ao longo da costa da Baixa Califórnia, no México e sul da Califórnia, onde essas tartarugas têm um alto risco de captura acidental pela pesca costeira. O principal fator de mortalidade para essas tartarugas são os arrastões de camarão no México, nos quais muitas dessas tartarugas não são documentadas. A única área de forrageamento identificada é a baía de São Diego, mas está fortemente poluída com metais. Esses contaminantes têm um efeito negativo no ambiente oceânico e podem causar lesões e morte. As tartarugas-verdes também são ameaçadas pelo emaranhamento e ingestão de plástico. Na baía de São Diego, uma tartaruga-verde adulta foi encontrada morta com uma rede de monofilamento apertada em seu esôfago. Além disso, há indicações de que a mudança climática global está afetando a capacidade das populações na Austrália de produzir machos devido à determinação do sexo dependente da temperatura e ao aumento das temperaturas na região norte da Grande Barreira de Coral. A construção de novas usinas termelétricas pode aumentar a temperatura da água local, o que também é considerado uma ameaça. As tartarugas-verdes são a espécie mais comercializada ao longo da costa sul de Java e são vendidas na forma de animais inteiros, empalhados ou óleo de tartaruga, conhecido localmente como minyak bulus.
O livro do geógrafo James J. Parsons intitulado The Green Turtle and Man desempenhou papel especial no movimento de conservação para salvar a espécie da extinção. A União Internacional para a Conservação da Natureza (IUCN) listou repetidamente as tartarugas-verdes em sua Lista Vermelha sob diferentes critérios. Em 1982, a classificou oficialmente como espécie em extinção. As edições de 1986, 1988, 1990, 1994, e a edição histórica de 1996 da Lista Vermelha retiveram a listagem. Em 2001, Nicholas Mrosovsky apresentou uma petição de deslistagem, alegando que algumas populações de tartarugas-verdes eram grandes, estáveis e, em alguns casos, crescentes. Na época, a espécie eras listada sob os rigorosos critérios EN A1abd. O Subcomitê de Padrões e Petições da IUCN decidiu que a contagem visual de fêmeas nidificantes não poderia ser considerada "observação direta" e, portanto, rebaixou o status da espécie para EN A1bd - mantendo o status de ameaçada. Em 2004, a IUCN reclassificou a tartaruga-verde como ameaçada de extinção sob os critérios EN A2bd, que essencialmente afirma que as populações selvagens enfrentam um alto risco de extinção devido a vários fatores. Esses fatores incluem uma provável redução populacional de mais de 50% na última década, conforme estimado a partir de índices de abundância e pela projeção dos níveis de exploração.
Em 3 de maio de 2007, foi listado no Apêndice I da Convenção sobre Comércio Internacional de Espécies Ameaçadas (CITES) como membro da família dos queloniídeos. A espécie foi originalmente listada no Apêndice II em 1975. Toda a família de tartarugas foi transferida ao Apêndice I em 1977, com exceção da população australiana de tartaruga-verde. Em 1981, a população australiana se juntou ao resto. A lista do Apêndice I proíbe o comércio internacional comercial da espécie (incluindo partes e derivados). A Sociedade Zoológica de Londres listou o réptil como uma espécie EDGE. A população do Mediterrâneo está listada como criticamente ameaçada. As subpopulações do leste do Pacífico, do Havaí e do sul da Califórnia são consideradas ameaçadas. Subpopulações mexicanas específicas estão listadas como ameaçadas de extinção. A população da Flórida está listada como ameaçada de extinção. O Fundo Mundial para a Natureza (WWF) classificou as populações no Paquistão como "raras e em declínio". No Havaí, especificamente na ilha do Havaí (condado do Havaí), o representante do estado Faye Hanohano, um ativista dos direitos nativos havaianos, pressionou por uma medida para que os nativos pudessem capturar legalmente o tartarugas e possivelmente seus ovos também. O projeto de lei, HCR14, foi amplamente ignorado pela mídia, pois naquele momento era apenas uma questão local. Quando o projeto foi aprovado na Câmara dos Representantes dos Estados Unidos, o Comitê de Energia e Meio Ambiente do Senado dos Estados Unidos se recusou a ouvi-lo, o que significava que o projeto não foi ouvido pelo Senado.

### Iniciativas por país

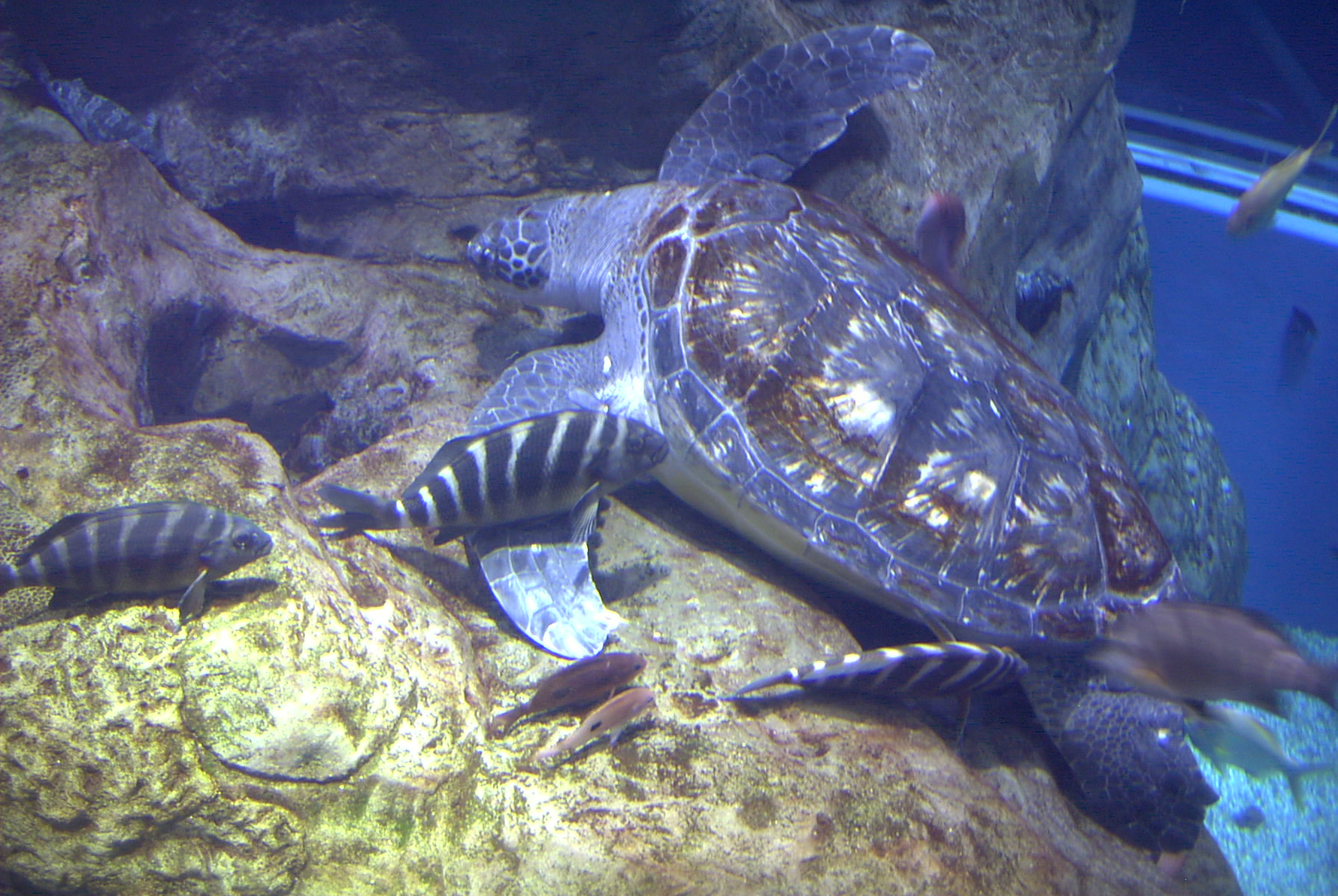
No Aquário de Osaca, uma tartaruga descansando no fundo

Além da gestão por entidades globais como a IUCN e a CITES, países específicos ao redor do mundo empreenderam esforços de conservação. A ilha indonésia de Bali tem usos tradicionais que foram considerados sustentáveis, mas questionáveis perante o aumento de demanda da população. A captura lá foi a mais intensa do mundo. Em 1999, a Indonésia restringiu o comércio e o consumo de tartarugas devido à diminuição da população e à ameaça de boicote turístico. A Indonésia rejeitou um pedido feito pelo governador de Bali I Made Mangku Pastika em novembro de 2009 para estabelecer uma cota de mil tartarugas a serem mortas em cerimônias religiosas hindus. Embora os conservacionistas respeitem a necessidade de tartarugas nos rituais, queriam uma cota menor. Várias áreas protegidas das Filipinas têm locais de nidificação e alimentação de tartarugas-verdes. O mais notável são as ilhas Tartarugas, um local que abrange um município inteiro e um dos mais importantes locais de nidificação de tartarugas-verdes do Sudeste Asiático. Outros locais notáveis incluem o a Área Protegida de Recursos de Gestão El Nido-Taytay]] e o Parque Natural de Recifes de Tubbataha, Patrimônio Mundial da Organização das Nações Unidas para a Educação, a Ciência e a Cultura (UNESCO). A espécie é protegida pela Lei da República 9147 ou pela Lei de Conservação e Proteção de Recursos da Vida Selvagem, enquanto os locais onde vivem e nidificam são protegidos pela Lei do Sistema Nacional de Áreas Protegidas Integradas.
O ecoturismo com tartarugas é uma iniciativa presente em Sabá, Malásia. A ilha de Pulau Selingã abriga uma incubadora, onde os funcionários colocam alguns dos ovos para protegê-los de predadores. A incubação leva cerca de sessenta dias. Quando os ovos eclodem, os turistas auxiliam na liberação das tartarugas bebês no mar. A subpopulação havaiana fez um retorno notável e agora é foco do ecoturismo e se tornou uma espécie de mascote do estado. Estudantes da Academia Preparatória do Havaí na Ilha Havaí marcaram milhares de espécimes desde o início dos anos 1990. No Reino Unido, a espécie é protegida por um Plano de Ação de Biodiversidade, devido ao excesso de caça e poluição marinha. A filial paquistanesa do World Wide Fund for Nature (WWF) vem iniciando projetos à eclosão segura de tartarugas desde a década de 1980. No entanto, a população continuou a diminuir. No Atlântico, as iniciativas de conservação se concentraram nos locais de nidificação do Caribe. As praias de nidificação de Tortuguero na Costa Rica têm limites de coleta de ovos desde a década de 1950. O Parque Nacional Tortuguero foi formalmente estabelecido em 1976, em parte, para proteger as áreas de nidificação daquela região. Na ilha de Ascensão, que contém algumas das praias de nidificação mais importantes, foi implementado um programa de conservação ativo.
A Cayman Turtle Farm, localizada em Grande Caimã, foi a primeira fazenda a alcançar duas gerações de tartarugas-verdes em cativeiro. Desde 1968, a fazenda liberou mais de 31 mil tartarugas na natureza, e a cada ano mais tartarugas criadas em cativeiro são lançadas no Mar do Caribe de praias ao redor da ilha de Grande Caimã. Tartarugas criadas em cativeiro liberadas da fazenda como filhotes ou filhotes de um ano com "marcas vivas", agora começaram a retornar ao ninho em Grande Caimã como adultos. Em 19 de fevereiro de 2012, a fazenda lançou a primeira tartaruga-verde de 2ª geração com um Transponder de Rastreamento de Posição, ou PTT Além disso, a fazenda fornece produtos à base de carne de tartaruga à população local, que faz parte da culinária tradicional há séculos, reduzindo o incentivo para tirar tartarugas da natureza, o que ao longo dos anos permitiu um aumento no número de tartarugas avistadas nas águas ao redor a ilha de Grande Caimã e nidificação em suas praias.
No Pacífico, as tartarugas-verdes nidificam nos motu (ilhotas) na Área de Conservação de Funafuti, uma área de conservação marinha que cobre 33 quilômetros quadrados (12,74 milhas quadradas) de recife, lagoa e motu no lado oeste do atol de Funafuti em Tuvalu. Na Ilha Raine, até 100 mil fêmeas nidificantes foram observadas em uma temporada. A taxa de eclosão diminuiu na década de 1990, e um declínio ainda maior na população foi ameaçado pela morte de milhares de fêmeas enquanto lutavam para escalar os pequenos penhascos arenosos. Entre 2011 e 2020, um projeto colaborativo do Governo de Queensland, BHP, a autoridade do Parque Marinho da Grande Barreira de Corais, Fundação da Grande Barreira de Corais e proprietários tradicionais de Wuthathi e Meriam, remodelou a ilha usando máquinas pesadas de uma forma que deu às tartarugas fêmeas uma passagem mais suave e reduziu o risco de inundação do ninho. Foi empregado um sofisticado sistema de monitoramento e pesquisa, usando modelagem 3D, satélite e drones.

## Genética
O genoma da tartaruga-verde foi sequenciado em 2013 para examinar o desenvolvimento e evolução do plano corporal da tartaruga.